# Biserica lui Cujbă din Poiana cu Cetate
Biserica lui Cujbă din Poiana cu Cetate este un monument istoric aflat pe teritoriul satului Poiana cu Cetate, comuna Grajduri. În Repertoriul Arheologic Național, monumentul apare cu codul 97303.02. Figurează în lista monumentelor istorice sub cod LMI IS-II-m-B-04225.

## Istoric
În anul 1609, anul în care a fost construită, biserica aparținea boierului Ionascu Cujba.
În iulie 2020 au fost anunțate planuri de a restaura clădirea.

## Galerie

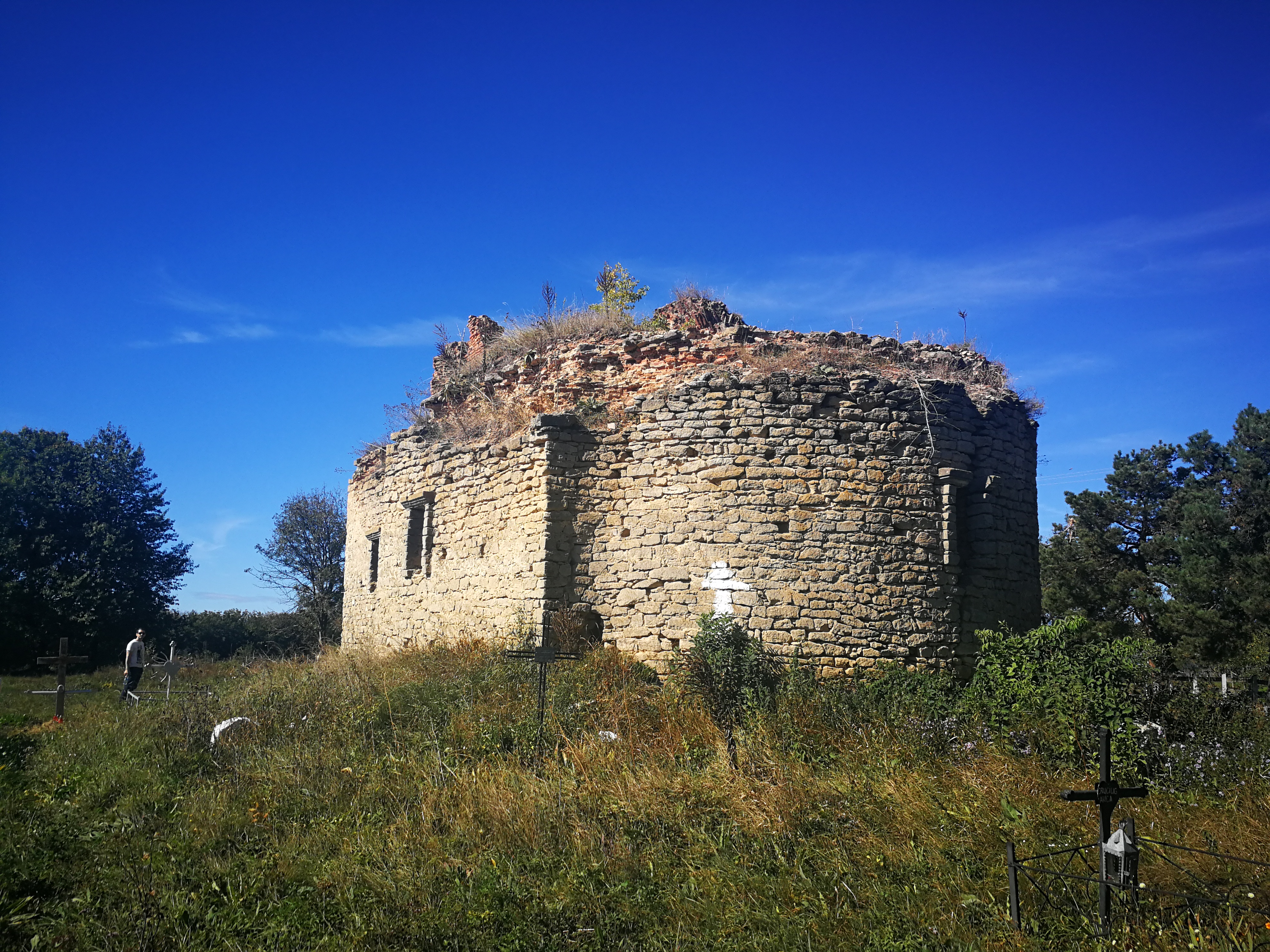
Vedere posterioară
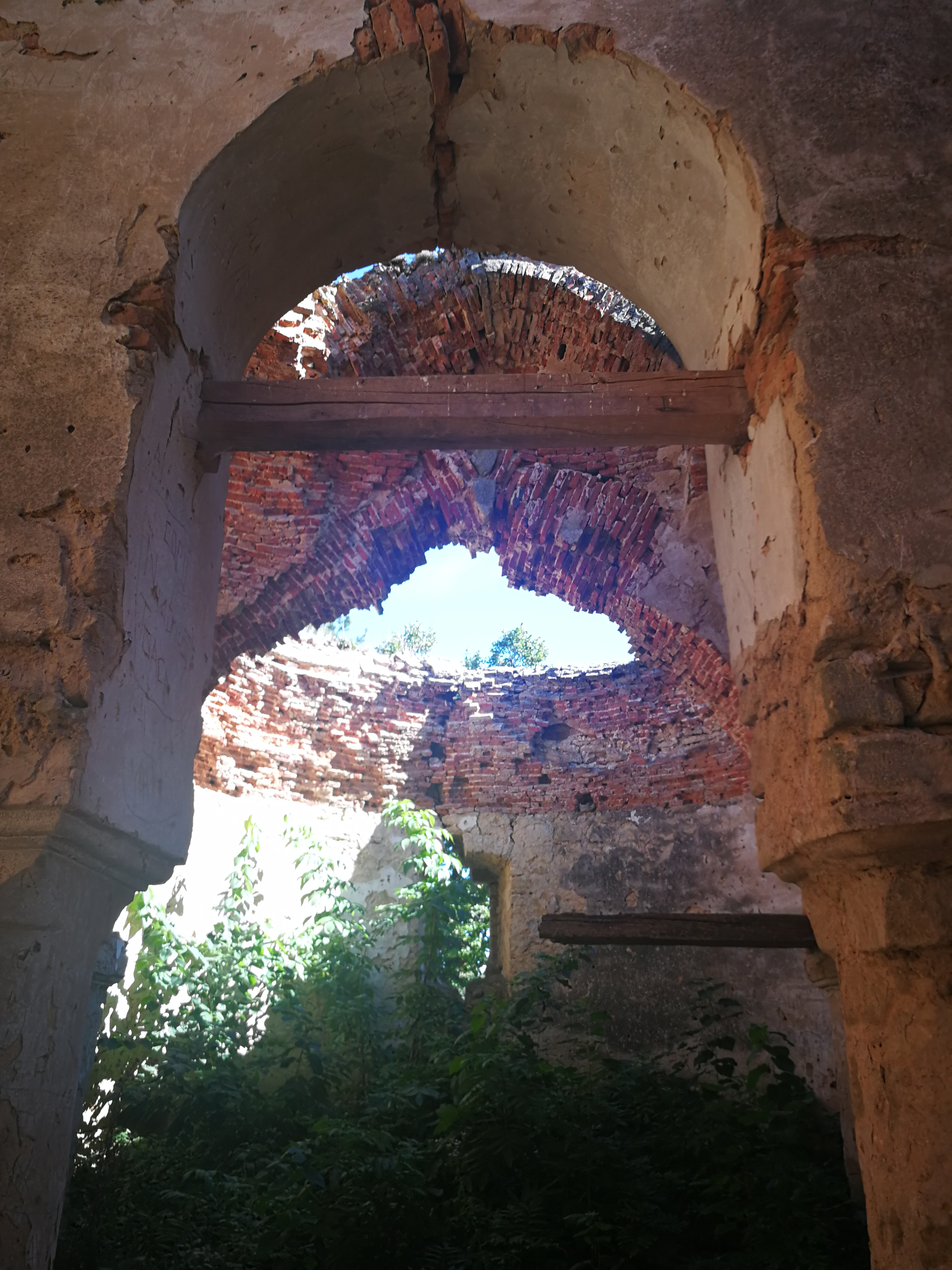
Vedere interior
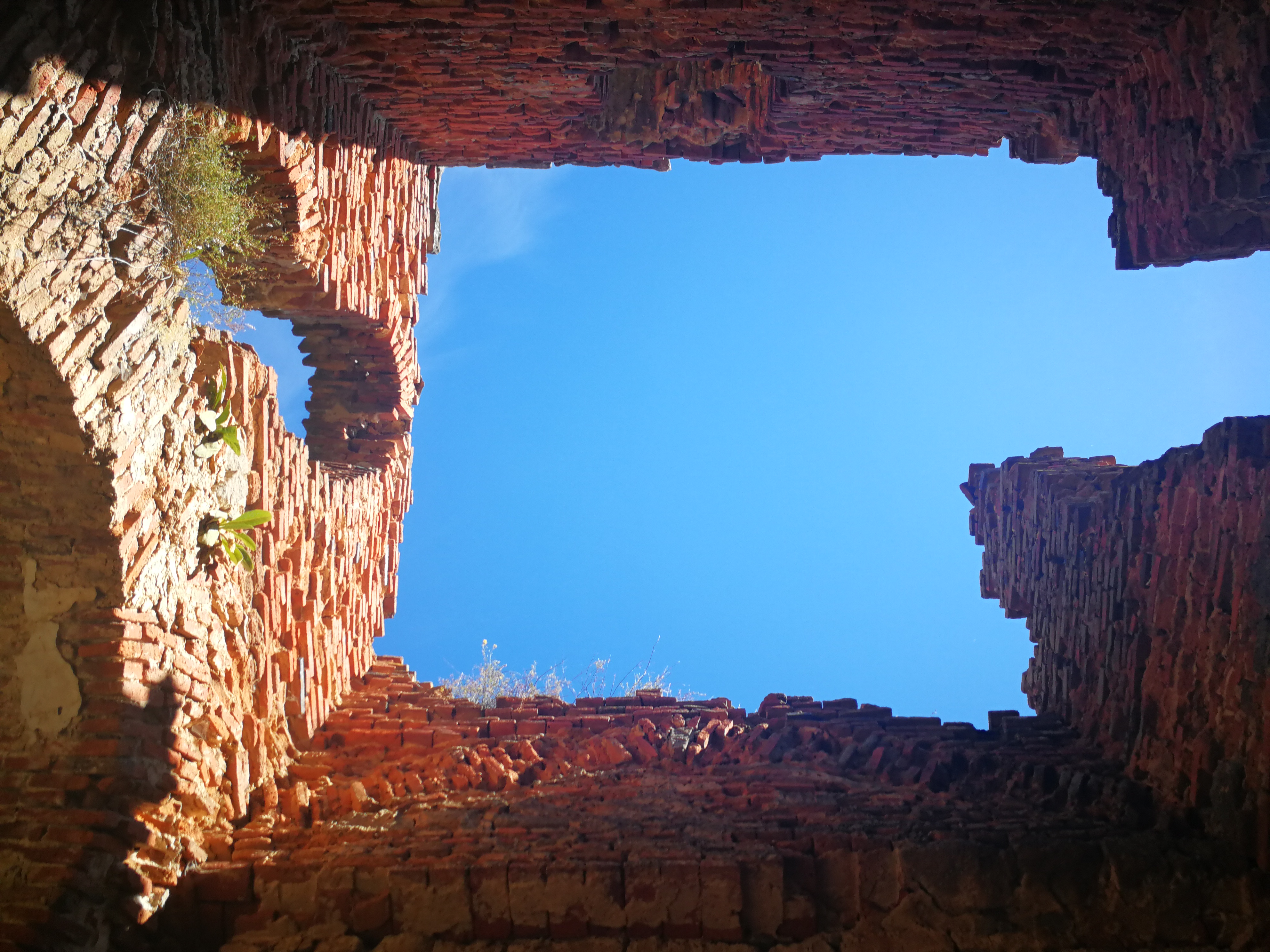
Vedere interior
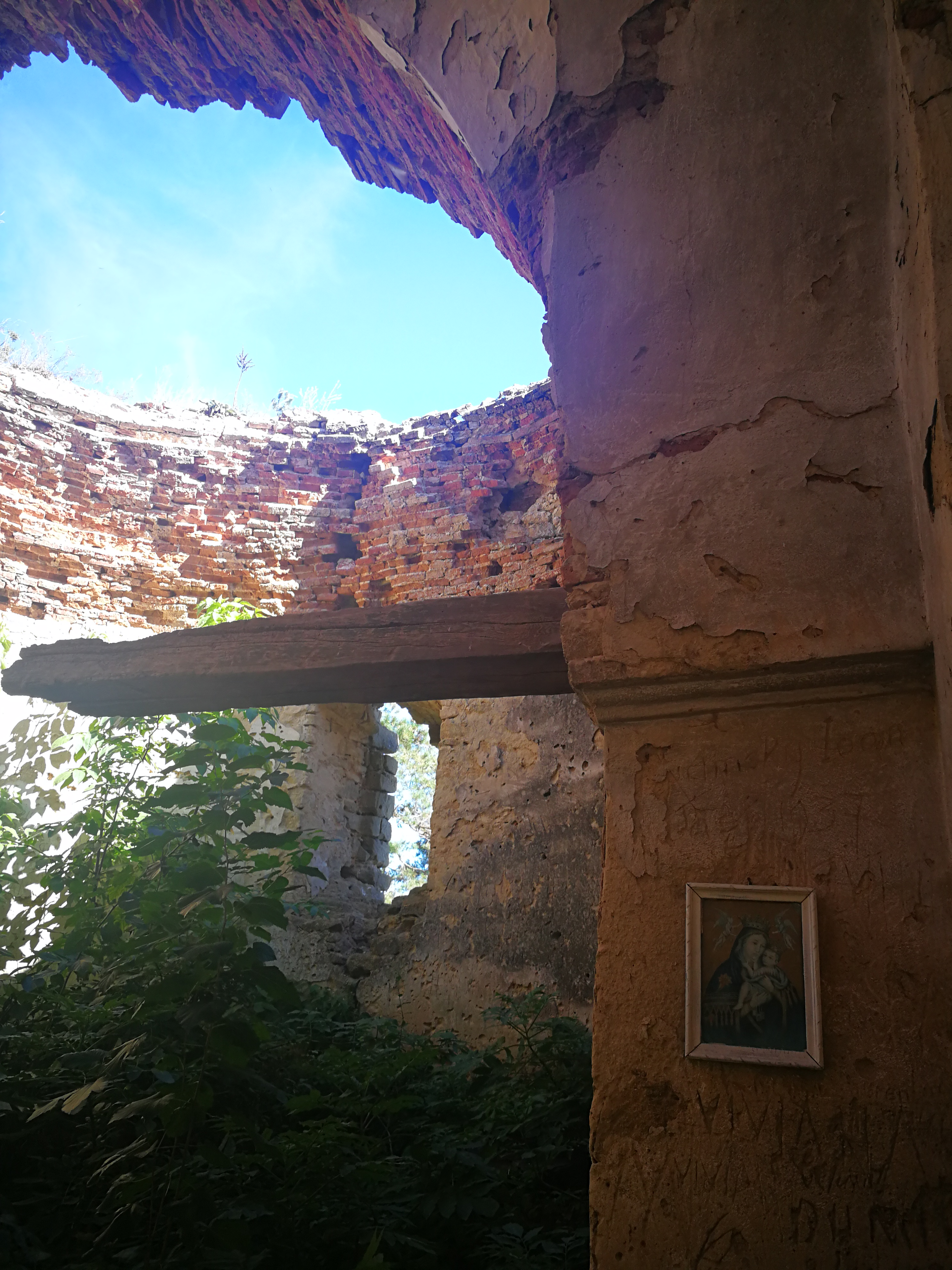
Vedere interior